# ミラーの立体
ミラーの立体（ミラーのりったい、英: Miller solid）または、擬斜方立方八面体（ぎしゃほうりっぽうはちめんたい、英: Pseudorhombicuboctahedron）、ひねり切頂菱形十二面体（ひねりせっちょうりょうけいじゅうにめんたい、英: Gyrate truncated rhombic dodecahedron）、異相双四角台塔柱（いそうそうしかくだいとうちゅう、英: Elongated square gyrobicupola）とは、37番目のジョンソンの立体である。斜方立方八面体（切頂菱形十二面体）の上部を45度回転させた形をしており、斜方立方八面体と同じ面の種類と数、頂点形状を持つ。

## 性質
- 表面積: 一辺を{\displaystyle a}とすると {\displaystyle S=(18+2{\sqrt {3}})a^{2}}
- 体積: 一辺を{\displaystyle a}とすると {\displaystyle V={12+10{\sqrt {2}} \over {3}}a^{3}}
- 外接球半径: 一辺を2とすると{\displaystyle {\sqrt {5+2{\sqrt {2}}}}}

普通は、正多面体と同じ対称性を持っていないため半正多面体には含めないが、半正多面体の性質（全ての頂点の形状が同じ）も持っているので含めることもある（半正多面体の定義に「頂点推移的である」ことを求める場合、ミラーの立体はこの性質を持たないため半正多面体とはしない）。
ミラーの立体の双対は、斜方立方八面体の双対である凧形二十四面体の半分を45度回転させた形となっており、こちらはカタランの立体の性質を持っている。
また、一様多面体の一種で、斜方立方八面体と同じ面の種類と数で構成されている一様大斜方立方八面体も、一部を45度ひねることによって、頂点の形状が全て同じ擬大斜方立方八面体を作ることが出来る。これも普通一様多面体には含まない。
英語版Wikipediaにおいては、ミラーの立体と擬大斜方立方八面体はまとめてPseudo-uniform polyhedronとされている。

## 関連図形
| 正四角台塔柱 （片方の台塔を取り除く） | 異相双四角台塔 （角柱を取り除く）         | 斜方立方八面体 （片側を45°回す）          |
| 双四角台塔反柱 （22.5°ねじる）        | 異相双三角台塔柱 （台塔の角の数を減らす） | 異相双五角台塔柱 （台塔の角の数を増やす） |